# فرودگاه سن فرناندو (آرژانتین)
فرودگاه سن فرناندو (آرژانتین) (به انگلیسی: San Fernando Airport (Argentina)) (به زبان بومی: Aeropuerto de San Fernando) یک فرودگاه همگانی با کد یاتا FDO است که یک باند فرود بله دارد و طول باند آن آسفالت متر است. این فرودگاه در کشور آرژانتین قرار دارد و در ارتفاع ۳ متری از سطح دریا واقع شده است.